# Список объектов всемирного наследия ЮНЕСКО в Аргентине
В спи́ске объе́ктов Всеми́рного насле́дия ЮНЕ́СКО в Аргенти́не значатся 11 наименований (на 2017 год), это составляет 0,9 % от общего числа (1248 на 2025 год).
6 объектов включены в список по культурным критериям, 5 объектов — по природным. Дом Куручет признан шедевром человеческого созидательного гения (критерий i), Лос-Гласьярес, Игуасу и Лос-Алерсес признаны природными феноменами или пространствами исключительной природной красоты и эстетической важности (критерий vii).
Кроме этого, по состоянию на 2016 год, 6 объектов на территории государства находятся в числе кандидатов на включение в список всемирного наследия, в том числе 3 — по культурным, 2 — по природным и 1 — по смешанным критериям.
Аргентина ратифицировала Конвенцию об охране всемирного культурного и природного наследия 23 августа 1978 года. Первый объект на территории Аргентины был занесён в список в 1981 году на 5-й сессии Комитета всемирного наследия ЮНЕСКО.

## Список
Объекты расположены в порядке их добавления в список всемирного наследия. Если объекты добавлены одновременно, то есть на одной сессии Комитета всемирного наследия ЮНЕСКО, то объекты располагаются по номерам.
| #  | Изображение | Название | Местоположение | Время создания                 | Год внесения в список | №    | Критерии        |
| -- | ----------- | --- | --- | ------------------------------ | --------------------- | ---- | --------------- |
| 1  |             | Национальный парк Лос-Гласьярес (исп. Los Glaciares) | Провинция Санта-Крус | —                              | 1981                  | 145  | vii, viii       |
| 2  |             | Иезуитские миссии на землях индейцев гуарани: Сан-Игнасио-Мини, Санта-Ана, Нуэстра-Сеньора-де-Лорето и Санта-Мария-ла-Майор (Аргентина); руины Сан-Мигел-дас-Мисойнс (Бразилия) (исп. Misiones jesuíticas de los guaraníes: San Ignacio Miní, Santa Ana, Nuestra Señora de Loreto y Santa María la Mayor (Argentina), ruinas de Sao Miguel das Missoes (Brasil)) | Провинция Мисьонес, Аргентина (совместно с Бразилией)                                                                             | XVII — XVIII века              | 1983, 1984            | 275  | iv              |
| 3  |             | Национальный парк Игуасу (исп. Parque nacional del Iguazú) | Провинция Мисьонес | —                              | 1984                  | 303  | vii, x          |
| 4  |             | Пещера Куэва-де-лас-Манос (район Рио-Пинтурас, провинция Санта-Крус) (исп. Cueva de las Manos del Río Pinturas) | Провинция Санта-Крус | XI — VIII тысячелетия до н. э. | 1999                  | 936  | iii             |
| 5  |             | Полуостров Вальдес (исп. Península Valdés) | Провинция Чубут | —                              | 1999                  | 937  | x               |
| 6  |             | Природные парки Исчигуаласто и Талампая (исп. Parques naturales de Ischigualasto / Talampaya) | Провинции Сан-Хуан и Ла-Риоха | —                              | 2000                  | 966  | viii            |
| 7  |             | Иезуитский квартал и миссии Кордовы (исп. Manzana y estancias jesuíticas de Córdoba) | Провинция Кордова | XVII — XVIII века              | 2000                  | 995  | ii, iv          |
| 8  |             | Древний путь Кебрада-де-Умауака (исп. Quebrada de Humahuaca) | Провинция Жужуй |                                | 2003                  | 1116 | ii, iv, v       |
| 9  |             | Кхапак-Ньян — дорожная система в Андах (исп. Sistema Vial Andino / Qhapaq Ñan) | Провинции Жужуй, Сальта, Тукуман, Катамарка, Ла-Риоха, Сан-Хуан, Мендоса (совместно с Боливией, Колумбией, Перу, Чили, Эквадором) |                                | 2014                  | 1459 | ii, iii, iv, vi |
| 10 |             | Архитектурное наследие Ле Корбюзье: выдающийся вклад в модернизм (исп. Obra arquitectónica de Le Corbusier – Contribución excepcional al Movimiento Moderno) * Дом Куручет | Ла-Плата, провинция Буэнос-Айрес (совместно с Бельгией, Германией, Индией, Францией, Швейцарией, Японией)                         | 1949—1953                      | 2016                  | 1321 | i, ii, vi       |
| 11 |             | Национальный парк Лос-Алерсес (исп. Parque Nacional Los Alerces) | Провинция Чубут |                                | 2017                  | 1526 | vii, x          |

## Предварительный список
В таблице объекты расположены в порядке их добавления в предварительный список.
| # | Изображение | Название | Местоположение                                        | Время создания | Год внесения в предварительный список | №    | Критерии            |
| - | ----------- | --- | ----------------------------------------------------- | -------------- | ------------------------------------- | ---- | ------------------- |
| 1 |             | Долина Кальчаки (исп. Valle Calchaquí) | Провинции Катамарка, Сальта, Тукуман                  |                | 2001                                  | 1582 | ii, iii, iv, v, vi  |
| 2 |             | Национальный парк Сьерра-де-лас-Кихадас (исп. Parque Nacional Sierra de las Quijadas)                                                                                  | Провинция Сан-Луис                                    | 1991           | 2005                                  | 2021 | vii, viii, ix       |
| 3 |             | Ла-Паюния, вулканические поля Льянканело и Паюн-Матру (исп. La Payunia, Campos Volcánicos Llancanelo y Payún Matrú)                                                    | Провинция Мендоса, департамент Маларгуэ               |                | 2011                                  | 5615 | vii, viii           |
| 4 |             | Геологический, палеонтологический и археологический резерват Пеуэн-Ко — Монте-Эрмосо (исп. Reserva Geológica, Paleontológica y Arqueológica Pehuen-Có - Monte Hermoso) | Провинция Буэнос-Айрес                                |                | 2014                                  | 5851 | iii, v, vi, vii, ix |
| 5 |             | Моисесвилль (исп. Moisés Ville) | Провинция Санта-Фе                                    | 1889           | 2015                                  | 6066 | ii, iii, vi         |
| 6 |             | Школа механиков ВМС Аргентины — бывший тайный центр содержания, пыток и казней заключённых (исп. Escuela de Mecánica de la Armada)                                     | Автономный город Буэнос-Айрес                         | XX век         | 2017                                  | 6248 | iii, vi             |
| 7 |             | Город Тигре и его гребные клубы (исп. Tigre) | Провинция Буэнос-Айрес                                | XIX—XX века    | 2017                                  | 6288 | ii, iii             |
| 8 |             | Куэва-де-лас-Манос и связанные памятники в бассейне реки Пинтурас (исп. Cueva de las Manos)                                                                            | Провинция Санта-Крус                                  |                | 2018                                  | 6297 | iii                 |
| 9 |             | Буэнос-Айрес и Ла-Плата — два культурных центра современности, эклектизма и иммиграции (исп. Buenos Aires, La Plata)                                                   | Автономный город Буэнос-Айрес, провинция Буэнос-Айрес | XIX—XX века    | 2018                                  | 6296 | ii, iv              |